# استفان ترینکنز
استفان ترینکنز (انگلیسی: Stefan Trienekens؛ زادهٔ ۲۱ اوت ۱۹۷۰) بازیکن فوتبال اهل آلمان است.
از باشگاه‌هایی که در آن بازی کرده‌است می‌توان به باشگاه فوتبال اوردینگن ۰۵ اشاره کرد.